# Open Sound System
Open Sound System (OSS) je zvukové rozhraní dostupné na 11 různých unixových systémech. Napsal ho v roce 1992 Fin Hannu Savolainen. Po úspěchu projektu si Savolainen založil firmu 4Front Technologies, která rozhraní vylepšila a šířila ho jako proprietární software. Nepřímo tak odstartovala vývoj rozhraní ALSA, které má plně otevřené zdrojové kódy. Svobodné systémy jako je GNU/Linux nebo BSD mají vlastní implementaci rozhraní dostupnou pod GPL nebo BSD licencí.

## Omezení OSS
API OSS bylo navrženo v čase, kdy byly možnosti zvukových karet omezenější než je tomu dnes. Některé vlastnosti tak nebyly v API podporovány:
- Hardwarová podpora MIDI (obvykle implementovaná pomocí wavetable syntézy)
- Hardwarové mixování více zvukových kanálů
- Plně duplexní operace

Později sice byla část těchto vlastností přidána do OSS ovladačů, ale nejednotnost architektury způsobila poněkud méně elegantní implementaci. Tato omezení byla, především v případě Linuxu, další důvod k vytvoření nového rozhraní, ze kterého vznikla později ALSA.

## Vztah mezi OSS a ALSA
V Linuxu bylo OSS jediným zvukovým systémem do verze 2.4. ALSA bylo představeno v testovací verzi jádra 2.5 a ve stabilní verzi Linuxu 2.6 bylo na jeho úkor označeno OSS jako zavržené. ALSA obsahuje transparentní emulaci OSS pro programy, které ještě nepřešly na rozhraní ALSA. Doporučované zvukové rozhraní pro programy, které poběží pouze na Linuxu je ALSA, ale software přenositelný na ostatní Unixové OS (včetně BSD) typicky podporuje OSS případně obě rozhraní.